# اسپریدون لوئیس
اسپریدون لوئیس (یونانی: Σπυρίδων "Σπύρος" Λούης؛ ۱۲ ژانویه ۱۸۷۳ – ۲۶ مارس ۱۹۴۰) یک دونده ماراتن اهل یونان بود. 
از افتخارات وی میتوان به کسب مدال طلا دو ماراتن در بازی‌های المپیک تابستانی ۱۸۹۶ اشاره کرد.